# Taniu Kiriakow
Taniu Christow Kiriakow (buł. Таню Христов Киряков, ur. 2 marca 1963 w Ruse) – bułgarski strzelec sportowy. Trzykrotny medalista olimpijski.
Specjalizował się w strzelaniu z pistoletu. Brał udział w sześciu igrzyskach (IO 88, IO 92, IO 96, IO 00, IO 04, IO 08), na trzech zdobywał medale. W 1988 triumfował na dystansie 10 metrów w pistolecie pneumatycznym, w 1996 był trzeci w tej samej konkurencji. W 2000 ponownie zwyciężył, tym razem w pistolecie dowolnym (50 m). 
Mąż sprinterki Nadeżdy Georgiewej.